# Стромур
Стромур (нім. stromuhr, досл. «німецький годинник для потоку») був медичним інструментом, розробленим Карлом Людвігом у 1867 році для вимірювання сили кровотоку в основних артеріях і венах за допомогою експериментів на тваринах.
Для цього артерії перерізали впоперек і між проксимальною та дистальною куксами прикріплювали стромугр.  Попередньо стромур наповнюють цільною кров'ю піддослідної тварини або розчином кровозамінника.